# Streptospondylus altdorfensis
Streptospondylus altdorfensis es la única especie conocida del género extinto  Streptospondylus (gr. "vértebras curvadas") de dinosaurio terópodo tetanuro que vivió a mediados del período Jurásico, hace 161 millones de años entre el Calloviense y el Oxfordiense, en lo que es hoy Europa.

## Descripción
Streptospondylus es un dinosaurio depredador bastante grande con una longitud estimada de unos 7 metros. En 2010, Gregory S. Paul lo mantuvo a 6 metros con un peso de 500 kilogramos. La vértebra más grande mide 97 milímetros de largo.
Debido a la falta de datos, la construcción exacta no está clara, sin embargo, se pueden dar detalles que distinguen a la especie de, al menos, algunos de sus presuntos parientes. La posesión de dos hipapofisis en las vértebras anteriores, las vértebras anteriores son fuertemente opistocoelas y fuertemente aplanadas en la parte inferior. Las vértebras posteriores son platicoelas, planas o ligeramente ahuecadas en ambos lados.Los centros de las vértebras medias y posteriores están alargados. La tibia tiene un engrosamiento por encima de la protuberancia del hueso astrágalo que lateralmente no llega a la parte media de la parte inferior. Una gran depresión en la protuberancia del hueso astrágalo, este último no tiene una protuberancia mediana en la parte posterior. Este diagnóstico asume que los restos pertenecen efectivamente a la misma especie, lo cual no es del todo seguro.

## Descubrimiento e investigación

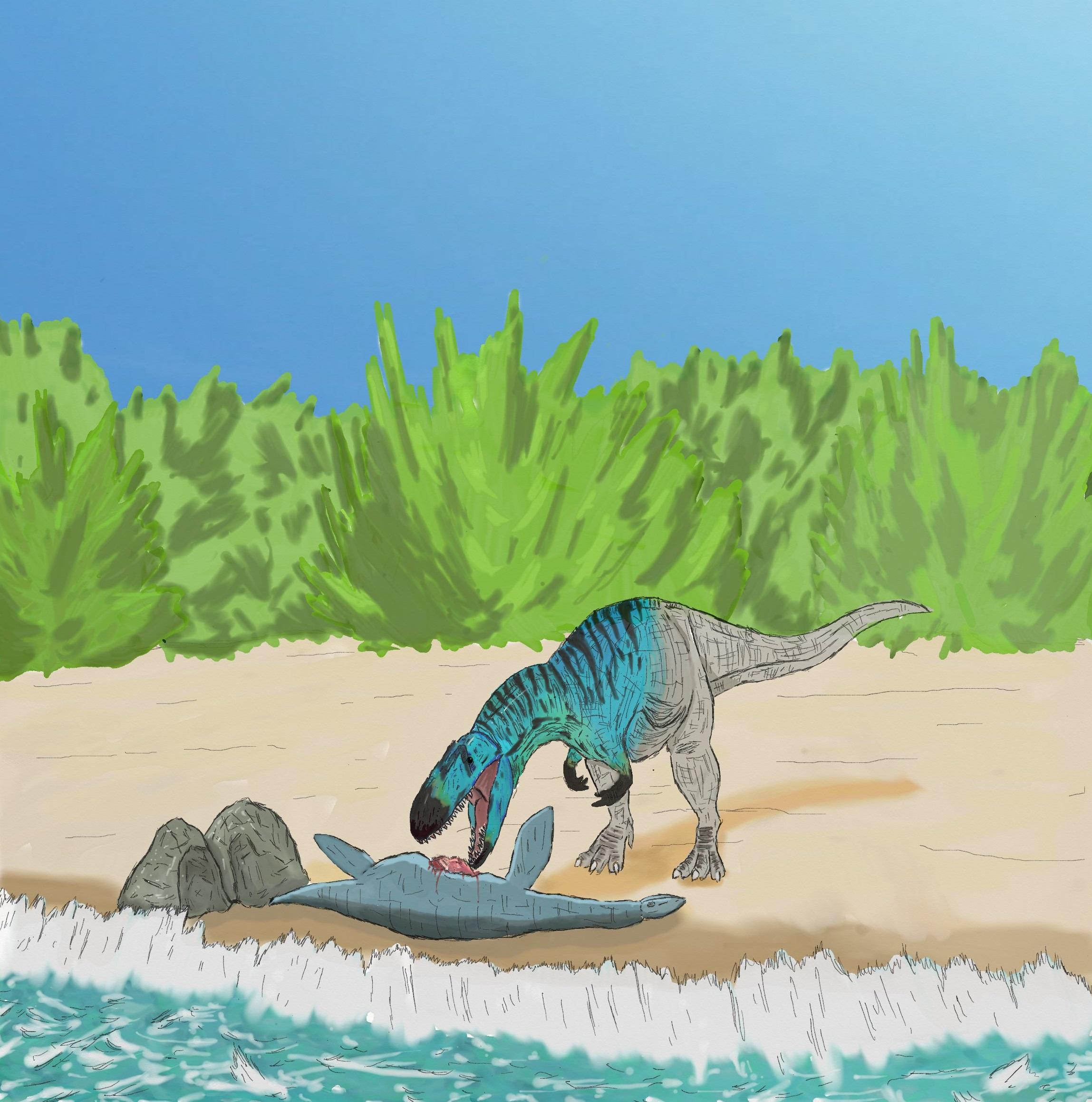
Reconstrucción de Streptospondylus altdorfensis en su hábitat.

Streptospondylus fue uno de los primeros dinosaurios recolectados y el primero descrito, aunque no nombrado. Por el año 1770, un cierto abad Bachelet, un naturalista aficionado que residía en Ruan, comenzó a recolectar fósiles, informó de la presencia de huesos fósiles en las formaciones Calloviense al Oxfordiense, ya sea el Marnes de Dives o el suprayacente Marnes de Villers , probablemente el primero, expuesto al pie de los acantilados de Vaches Noires entre Villers-sur-Mer y Houlgate. Esto incluían algunas vértebras de terópodos y elementos de las extremidades hallados cerca de Honfleur.  Después de la muerte de Bacheley, su gabinete de fósiles fue adquirido por la "Ecole centrale de Rouen".  En 1776 el abad Jean-François Dicquemare trabajando en Le Havre reportó algunos huesos similares, interpretados por él como restos de delfines y marsopas. Después de la muerte de Bachelet su colección fue tomada por C. Guersent, profesor de historia natural en Ruan. En 1799 el prefecto de Seine-Inférieure, el conde Jacques Claude Beugnot, ordenó mover esta colección al Muséum National d'Histoire Naturelle en París. En 1800 la colección fue reportada por Georges Cuvier quien combinó el material con el de la colección de Dicquemare, también obtenida por el museo parisino.
En 1808, Cuvier describió científicamente las vértebras de terópodos siendo los primeros restos de dinosaurios descritos. Sin embargo, él los consideró como de cocodrilos y los asoció con los fósiles de los Teleosauridae y los Metriorhynchidae. En 1822, Cuvier guiándose por el trabajo de Henry De La Bèche se dio cuenta de que estos hallazgos era muy dispares, proviniendo de distintos periodos. Él se abstuvo de nombrarlos pero en 1824 concluyó que contenían dos tipos principales. En consecuencia, en 1825 Étienne Geoffroy Saint-Hilaire nombró a los cráneos crocodilianos como el género Steneosaurus, siendo uno, el espécimen MNHN 8900, denóminandose Steneosaurus rostromajor, y el otro, MNHN 8902, S. rostrominor.
Sin embargo, en 1832, el paleontólogo alemán Christian Erich Hermann von Meyer dividió el material. Steneosaurus rostrominor fue renombrado Metriorhynchus geoffroyii mientras que Steneosaurus rostromajor se volvió Streptospondylus altdorfensis. A esta última especie fueron referidos los restos de terópodo. En nombre del género se deriva del griego στρεπτος, streptos, "reverso", y σπονδυλος, spondylos, "vértebra", aludiendo al hecho de que las vértebras diferían de los elementos típicos de los cocodrilos por ser opistocelosas, convexas en el frente y cóncavas detrás. El nombre de la especie se refiere a Altdorf donde algunos de los primeros restos de teleosáuridos fueron hallados. El nombre de Von Meyer fue también el primer nombre binomial referido a un terópodo.
En 1842 Richard Owen señaló que von Meyer se había equivocado en cambiar el nombre de especie original y creó la combinación Streptospondylus rostromajor para Streptospondylus altdorfensis. Al mismo tiempo él creó una segunda especie, Streptospondylus cuvieri basada en una única vértebra dañada del Bathoniense, hallada cerca de Chipping Norton. En 1861, Owen refirió entonces el material entero de Cuvier a S. cuvieri, a pesar del hecho de que si estos eran coespecíficos el nombre S. rostromajor podría tener prioridad. Desde esa época S. cuvieri fue aceptado generalmente en la literatura como el nombre válido, aunque algunos investigadores dividían los restos de terópodo de los huesos crocodilianos, como hizo Edward Drinker Cope en 1867 nombrando un Laelaps gallicus y Friedrich von Huene en 1909 con su Megalosaurus cuvieri.
En 1964, Alick Donald Walker descubrió el error de Owen, refiriendo el material entero de terópodo a la nueva especie Eustreptospondylus divesensis la cual, sin embargo, tenía un cráneo que no pertenecía al material de Cuvier, como el espécimen tipo, MNHN 1920-7. En 1977 Philippe Taquet creó el género Piveteausaurus para esta especie.
En 2001, Ronan Allain concluyó que no se podía probar ninguna conexión entre Piveteausaurus y el otro material de terópodo referido de Normandía. Él también señaló que el cráneo en el que von Meyer había basado a Streptospondylus altdorfensis era de hecho una mezcla de huesos de dos especies, desde entonces nombradas Steneosaurus edwardsi de Deslongchamps 1866 y Metriorynchus superciliosum de Blainville 1853. Nunca se designó un lectotipo de alguna de las partes del cráneo compuesto como para darle prioridad al nombre Streptospondylus sobre alguna de estas especies. Allain usó esta situación para remover todo el material crocodilomorfo del tipo de Streptospondylus para designar al material de terópodo como el lectotipo. Ya que Steneosaurus rostromajor se había basado en el cráneo compuesto, el epíteto rostromajor ya no tenía prioridad sobre altdorfensis. De esta forma en 2001 Streptospondylus altdorfensis se volvió el nombre válido y la especie tipo de este terópodo. Laelaps gallicus y Megalosaurus cuvieri son sus sinónimos menores objetivos.
Los especímenes del lectotipo, MNHN 8605-09, MNHN 8787-89, MNHN 8793-94, MNHN 890, fueron hallados probablemente en la costa en estratos de Falaises des Vaches Noires cerca de Calvados, que datan de finales del Calloviense o principios del Oxfordiense, hace cerca de 161 millones de años. Estos consisten de una serie de varias vértebras, una vértebra única, un pubis parcial izquierdo y elementos de las extremidades. La vértebra más larga mide 97 milímetros, indicando una longitud corporal total de cerca de siete metros. También un fémur izquierdo parcial, MNHN 9645, ha sido referido. Streptospondylus ha sido diagnosticado por varios detalles osteológicos, entre ellos la posesión de dos hipapófisis ventralmente aplanadas sobre las vértebras dorsales anteriores y la particular conexión entre el astrágalo y la tibia, sin un proceso astragalar posterior pero con un distintivo apoyo en la tibia sobre el proceso anterior.

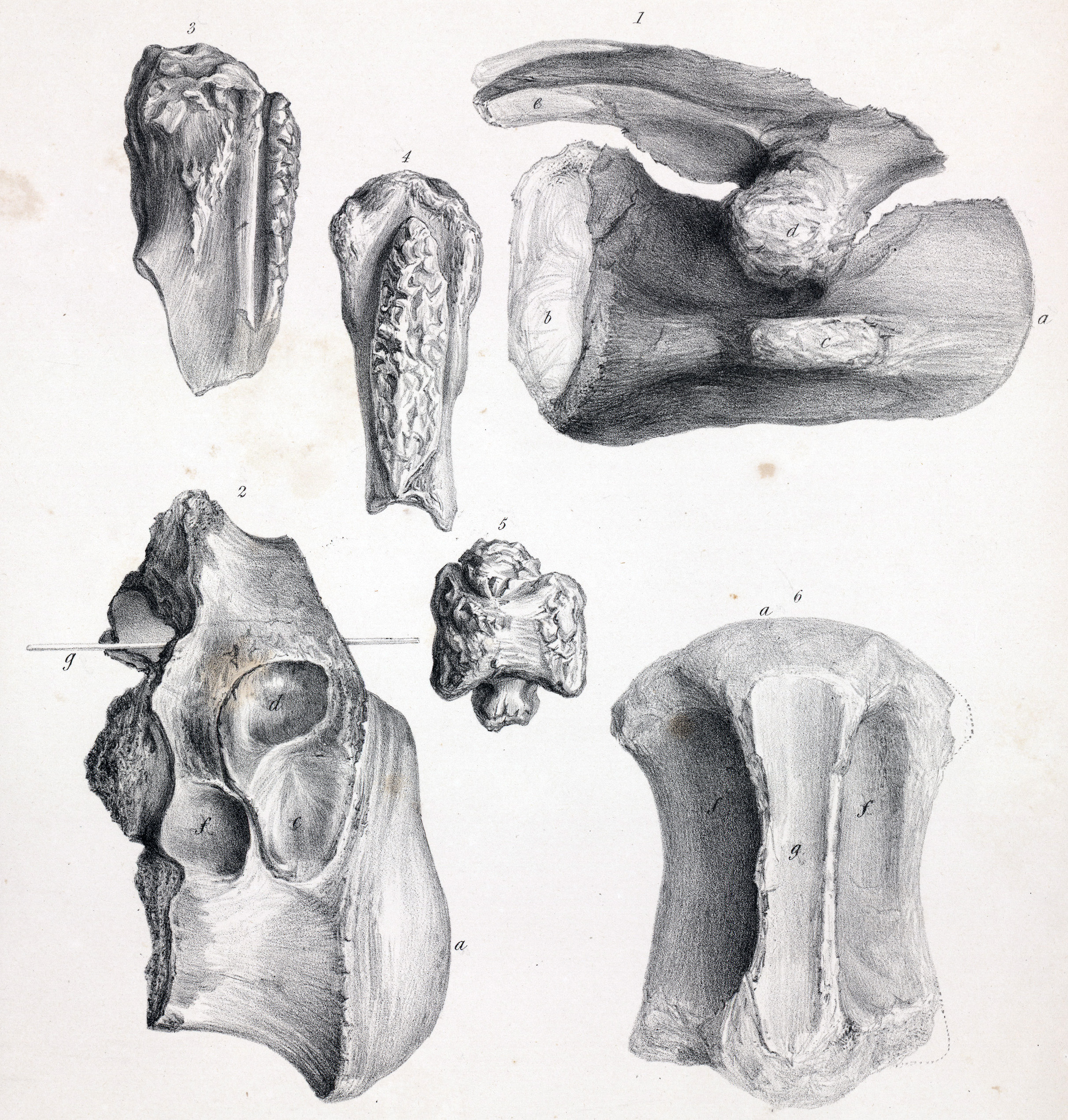
Material referido a S. major por Owen

Owen también nombró otras dos especies: S. major en 1842 y S. meyeri en 1854, la cual sin embargo está probablemente basada en material de Iguanodon. Su S. cuvieri, del cual su espécimen tipo se ha perdido, es hoy en día considerado un nomen dubium.
En 2010 Gregory S. Paul renombró, como un nombre informal, a Magnosaurus como Streptospondylus nethercombensis. En 2022, se describieron especímenes de terópodos de la misma localidad que el tipo de Streptospondylus, conservados durante mucho tiempo en colecciones privadas. Se encontró que algunas vértebras dorsales, MNHN.F.RJN472;B5, presentaban autapomorfias de Streptospondylus , mientras que una vértebra cervical, MPV 2020.1.11, una tibia MPV 2020.1.2 y un fémur se referían a la especie, según en caracteres compartidos con el género relacionado Eustreptospondylus.

## Clasificación
Antaño asignado a los crocodilomorfos, Streptospondylus fue clasificado generalmente durante el siglo XX en la familia Megalosauridae. Análisis recientes indican que Streptospondylus es un terópodo tetanuro. En 2001 Allain sugirió que estaba cercanamente relacionado con Eustreptospondylus en el grupo Spinosauroidea. Roger Benson en 2008 y 2010 concluyó que no se podía determinar si era un megalosauroide, alosauroide, o una forma más primitiva debido a sus restos extremadamente fragmentarios. Análisis cladísticos posteriores realizados por Benson y colegas en 2010 indicaron que Streptospondylus era la especie hermana de Magnosaurus dentro de Megalosauridae. Carrano et al. en 2012 ubicaron a Streptospondylus en Megalosauria incertae sedis debido a su naturaleza fragmentaria.

### Filogenia
Posición de Streptospondylus según el análisis filogenético de Carrano y colegas de 2012.

|  | Eustreptospondylus |
|  |                    |

|  | Duriavenator                                                 |
|  |                                                              |
|  | \| \| Megalosaurus \| \| \| \| \| \| Torvosaurus \| \| \| \| |
|  |                                                              |
|  | Megalosaurus                                                 |
|  |                                                              |
|  | Torvosaurus                                                  |
|  |                                                              |

|  | Megalosaurus |
|  |              |
|  | Torvosaurus  |
|  |              |

|  | Dubreuillosaurus |
|  |                  |
|  | Magnosaurus      |
|  |                  |

|  | Leshansaurus   |
|  |                |
|  | Piveteausaurus |
|  |                |

|  | Dubreuillosaurus |
|  |                  |
|  | Magnosaurus      |
|  |                  |

|  | Leshansaurus   |
|  |                |
|  | Piveteausaurus |
|  |                |

|  | Duriavenator                                                 |
|  |                                                              |
|  | \| \| Megalosaurus \| \| \| \| \| \| Torvosaurus \| \| \| \| |
|  |                                                              |
|  | Megalosaurus                                                 |
|  |                                                              |
|  | Torvosaurus                                                  |
|  |                                                              |

|  | Megalosaurus |
|  |              |
|  | Torvosaurus  |
|  |              |

|  | Dubreuillosaurus |
|  |                  |
|  | Magnosaurus      |
|  |                  |

|  | Leshansaurus   |
|  |                |
|  | Piveteausaurus |
|  |                |

|  | Dubreuillosaurus |
|  |                  |
|  | Magnosaurus      |
|  |                  |

|  | Leshansaurus   |
|  |                |
|  | Piveteausaurus |
|  |                |

|  | Eustreptospondylus |
|  |                    |

|  | Duriavenator                                                 |
|  |                                                              |
|  | \| \| Megalosaurus \| \| \| \| \| \| Torvosaurus \| \| \| \| |
|  |                                                              |
|  | Megalosaurus                                                 |
|  |                                                              |
|  | Torvosaurus                                                  |
|  |                                                              |

|  | Megalosaurus |
|  |              |
|  | Torvosaurus  |
|  |              |

|  | Dubreuillosaurus |
|  |                  |
|  | Magnosaurus      |
|  |                  |

|  | Leshansaurus   |
|  |                |
|  | Piveteausaurus |
|  |                |

|  | Dubreuillosaurus |
|  |                  |
|  | Magnosaurus      |
|  |                  |

|  | Leshansaurus   |
|  |                |
|  | Piveteausaurus |
|  |                |

|  | Duriavenator                                                 |
|  |                                                              |
|  | \| \| Megalosaurus \| \| \| \| \| \| Torvosaurus \| \| \| \| |
|  |                                                              |
|  | Megalosaurus                                                 |
|  |                                                              |
|  | Torvosaurus                                                  |
|  |                                                              |

|  | Megalosaurus |
|  |              |
|  | Torvosaurus  |
|  |              |

|  | Dubreuillosaurus |
|  |                  |
|  | Magnosaurus      |
|  |                  |

|  | Leshansaurus   |
|  |                |
|  | Piveteausaurus |
|  |                |

|  | Dubreuillosaurus |
|  |                  |
|  | Magnosaurus      |
|  |                  |

|  | Leshansaurus   |
|  |                |
|  | Piveteausaurus |
|  |                |

|  | Eustreptospondylus |
|  |                    |

|  | Duriavenator                                                 |
|  |                                                              |
|  | \| \| Megalosaurus \| \| \| \| \| \| Torvosaurus \| \| \| \| |
|  |                                                              |
|  | Megalosaurus                                                 |
|  |                                                              |
|  | Torvosaurus                                                  |
|  |                                                              |

|  | Megalosaurus |
|  |              |
|  | Torvosaurus  |
|  |              |

|  | Dubreuillosaurus |
|  |                  |
|  | Magnosaurus      |
|  |                  |

|  | Leshansaurus   |
|  |                |
|  | Piveteausaurus |
|  |                |

|  | Dubreuillosaurus |
|  |                  |
|  | Magnosaurus      |
|  |                  |

|  | Leshansaurus   |
|  |                |
|  | Piveteausaurus |
|  |                |

|  | Duriavenator                                                 |
|  |                                                              |
|  | \| \| Megalosaurus \| \| \| \| \| \| Torvosaurus \| \| \| \| |
|  |                                                              |
|  | Megalosaurus                                                 |
|  |                                                              |
|  | Torvosaurus                                                  |
|  |                                                              |

|  | Megalosaurus |
|  |              |
|  | Torvosaurus  |
|  |              |

|  | Dubreuillosaurus |
|  |                  |
|  | Magnosaurus      |
|  |                  |

|  | Leshansaurus   |
|  |                |
|  | Piveteausaurus |
|  |                |

|  | Dubreuillosaurus |
|  |                  |
|  | Magnosaurus      |
|  |                  |

|  | Leshansaurus   |
|  |                |
|  | Piveteausaurus |
|  |                |

|  | Eustreptospondylus |
|  |                    |

|  | Duriavenator                                                 |
|  |                                                              |
|  | \| \| Megalosaurus \| \| \| \| \| \| Torvosaurus \| \| \| \| |
|  |                                                              |
|  | Megalosaurus                                                 |
|  |                                                              |
|  | Torvosaurus                                                  |
|  |                                                              |

|  | Megalosaurus |
|  |              |
|  | Torvosaurus  |
|  |              |

|  | Dubreuillosaurus |
|  |                  |
|  | Magnosaurus      |
|  |                  |

|  | Leshansaurus   |
|  |                |
|  | Piveteausaurus |
|  |                |

|  | Dubreuillosaurus |
|  |                  |
|  | Magnosaurus      |
|  |                  |

|  | Leshansaurus   |
|  |                |
|  | Piveteausaurus |
|  |                |

|  | Duriavenator                                                 |
|  |                                                              |
|  | \| \| Megalosaurus \| \| \| \| \| \| Torvosaurus \| \| \| \| |
|  |                                                              |
|  | Megalosaurus                                                 |
|  |                                                              |
|  | Torvosaurus                                                  |
|  |                                                              |

|  | Megalosaurus |
|  |              |
|  | Torvosaurus  |
|  |              |

|  | Dubreuillosaurus |
|  |                  |
|  | Magnosaurus      |
|  |                  |

|  | Leshansaurus   |
|  |                |
|  | Piveteausaurus |
|  |                |

|  | Dubreuillosaurus |
|  |                  |
|  | Magnosaurus      |
|  |                  |

|  | Leshansaurus   |
|  |                |
|  | Piveteausaurus |
|  |                |

|  | Eustreptospondylus |
|  |                    |

|  | Duriavenator                                                 |
|  |                                                              |
|  | \| \| Megalosaurus \| \| \| \| \| \| Torvosaurus \| \| \| \| |
|  |                                                              |
|  | Megalosaurus                                                 |
|  |                                                              |
|  | Torvosaurus                                                  |
|  |                                                              |

|  | Megalosaurus |
|  |              |
|  | Torvosaurus  |
|  |              |

|  | Dubreuillosaurus |
|  |                  |
|  | Magnosaurus      |
|  |                  |

|  | Leshansaurus   |
|  |                |
|  | Piveteausaurus |
|  |                |

|  | Dubreuillosaurus |
|  |                  |
|  | Magnosaurus      |
|  |                  |

|  | Leshansaurus   |
|  |                |
|  | Piveteausaurus |
|  |                |

|  | Duriavenator                                                 |
|  |                                                              |
|  | \| \| Megalosaurus \| \| \| \| \| \| Torvosaurus \| \| \| \| |
|  |                                                              |
|  | Megalosaurus                                                 |
|  |                                                              |
|  | Torvosaurus                                                  |
|  |                                                              |

|  | Megalosaurus |
|  |              |
|  | Torvosaurus  |
|  |              |

|  | Dubreuillosaurus |
|  |                  |
|  | Magnosaurus      |
|  |                  |

|  | Leshansaurus   |
|  |                |
|  | Piveteausaurus |
|  |                |

|  | Dubreuillosaurus |
|  |                  |
|  | Magnosaurus      |
|  |                  |

|  | Leshansaurus   |
|  |                |
|  | Piveteausaurus |
|  |                |

|  | Eustreptospondylus |
|  |                    |

|  | Duriavenator                                                 |
|  |                                                              |
|  | \| \| Megalosaurus \| \| \| \| \| \| Torvosaurus \| \| \| \| |
|  |                                                              |
|  | Megalosaurus                                                 |
|  |                                                              |
|  | Torvosaurus                                                  |
|  |                                                              |

|  | Megalosaurus |
|  |              |
|  | Torvosaurus  |
|  |              |

|  | Dubreuillosaurus |
|  |                  |
|  | Magnosaurus      |
|  |                  |

|  | Leshansaurus   |
|  |                |
|  | Piveteausaurus |
|  |                |

|  | Dubreuillosaurus |
|  |                  |
|  | Magnosaurus      |
|  |                  |

|  | Leshansaurus   |
|  |                |
|  | Piveteausaurus |
|  |                |

|  | Duriavenator                                                 |
|  |                                                              |
|  | \| \| Megalosaurus \| \| \| \| \| \| Torvosaurus \| \| \| \| |
|  |                                                              |
|  | Megalosaurus                                                 |
|  |                                                              |
|  | Torvosaurus                                                  |
|  |                                                              |

|  | Megalosaurus |
|  |              |
|  | Torvosaurus  |
|  |              |

|  | Dubreuillosaurus |
|  |                  |
|  | Magnosaurus      |
|  |                  |

|  | Leshansaurus   |
|  |                |
|  | Piveteausaurus |
|  |                |

|  | Dubreuillosaurus |
|  |                  |
|  | Magnosaurus      |
|  |                  |

|  | Leshansaurus   |
|  |                |
|  | Piveteausaurus |
|  |                |

|  | Eustreptospondylus |
|  |                    |

|  | Duriavenator                                                 |
|  |                                                              |
|  | \| \| Megalosaurus \| \| \| \| \| \| Torvosaurus \| \| \| \| |
|  |                                                              |
|  | Megalosaurus                                                 |
|  |                                                              |
|  | Torvosaurus                                                  |
|  |                                                              |

|  | Megalosaurus |
|  |              |
|  | Torvosaurus  |
|  |              |

|  | Dubreuillosaurus |
|  |                  |
|  | Magnosaurus      |
|  |                  |

|  | Leshansaurus   |
|  |                |
|  | Piveteausaurus |
|  |                |

|  | Dubreuillosaurus |
|  |                  |
|  | Magnosaurus      |
|  |                  |

|  | Leshansaurus   |
|  |                |
|  | Piveteausaurus |
|  |                |

|  | Duriavenator                                                 |
|  |                                                              |
|  | \| \| Megalosaurus \| \| \| \| \| \| Torvosaurus \| \| \| \| |
|  |                                                              |
|  | Megalosaurus                                                 |
|  |                                                              |
|  | Torvosaurus                                                  |
|  |                                                              |

|  | Megalosaurus |
|  |              |
|  | Torvosaurus  |
|  |              |

|  | Dubreuillosaurus |
|  |                  |
|  | Magnosaurus      |
|  |                  |

|  | Leshansaurus   |
|  |                |
|  | Piveteausaurus |
|  |                |

|  | Dubreuillosaurus |
|  |                  |
|  | Magnosaurus      |
|  |                  |

|  | Leshansaurus   |
|  |                |
|  | Piveteausaurus |
|  |                |

|  | Eustreptospondylus |
|  |                    |

|  | Duriavenator                                                 |
|  |                                                              |
|  | \| \| Megalosaurus \| \| \| \| \| \| Torvosaurus \| \| \| \| |
|  |                                                              |
|  | Megalosaurus                                                 |
|  |                                                              |
|  | Torvosaurus                                                  |
|  |                                                              |

|  | Megalosaurus |
|  |              |
|  | Torvosaurus  |
|  |              |

|  | Dubreuillosaurus |
|  |                  |
|  | Magnosaurus      |
|  |                  |

|  | Leshansaurus   |
|  |                |
|  | Piveteausaurus |
|  |                |

|  | Dubreuillosaurus |
|  |                  |
|  | Magnosaurus      |
|  |                  |

|  | Leshansaurus   |
|  |                |
|  | Piveteausaurus |
|  |                |

|  | Duriavenator                                                 |
|  |                                                              |
|  | \| \| Megalosaurus \| \| \| \| \| \| Torvosaurus \| \| \| \| |
|  |                                                              |
|  | Megalosaurus                                                 |
|  |                                                              |
|  | Torvosaurus                                                  |
|  |                                                              |

|  | Megalosaurus |
|  |              |
|  | Torvosaurus  |
|  |              |

|  | Dubreuillosaurus |
|  |                  |
|  | Magnosaurus      |
|  |                  |

|  | Leshansaurus   |
|  |                |
|  | Piveteausaurus |
|  |                |

|  | Dubreuillosaurus |
|  |                  |
|  | Magnosaurus      |
|  |                  |

|  | Leshansaurus   |
|  |                |
|  | Piveteausaurus |
|  |                |